# Taga (Giappone)
Taga (多賀町?) è una cittadina giapponese della prefettura di Shiga.